# Мрозовская, Елена Лукинична
Елена Лукинична Мрозовская (урождённая Княжевич; 1861, Черногория — 1941, Нурмиярви) — одна из первых профессиональных русских фотографов черногорского происхождения, педагог.

## Жизнь и карьера
Мрозовская изначально работала учителем и продавщицей. Фотографией начала заниматься, как любительница; в 1892 году окончила фотографические курсы V Отдела светописи при ИРТО. Довершила своё образование в Париже у Надара, увлекаясь художественной фотографией. Возвращаясь в Санкт-Петербург, она открыла студию в 1894 году. С 1897 года Елена занимала пост члена Дамского фотографического кружка при Русском женском взаимно-благотворительном обществе в Санкт-Петербурге. В 1913 году фотоателье Мрозовской было преобразовано в «Женское русско-славянское художественно-фотографическое ателье «Елена», которое впоследствии должно было стать частью «Дома женского труда». В 1920 году она жила в районе Серово. Она умерла в 1941 году в Репино.

## Фото

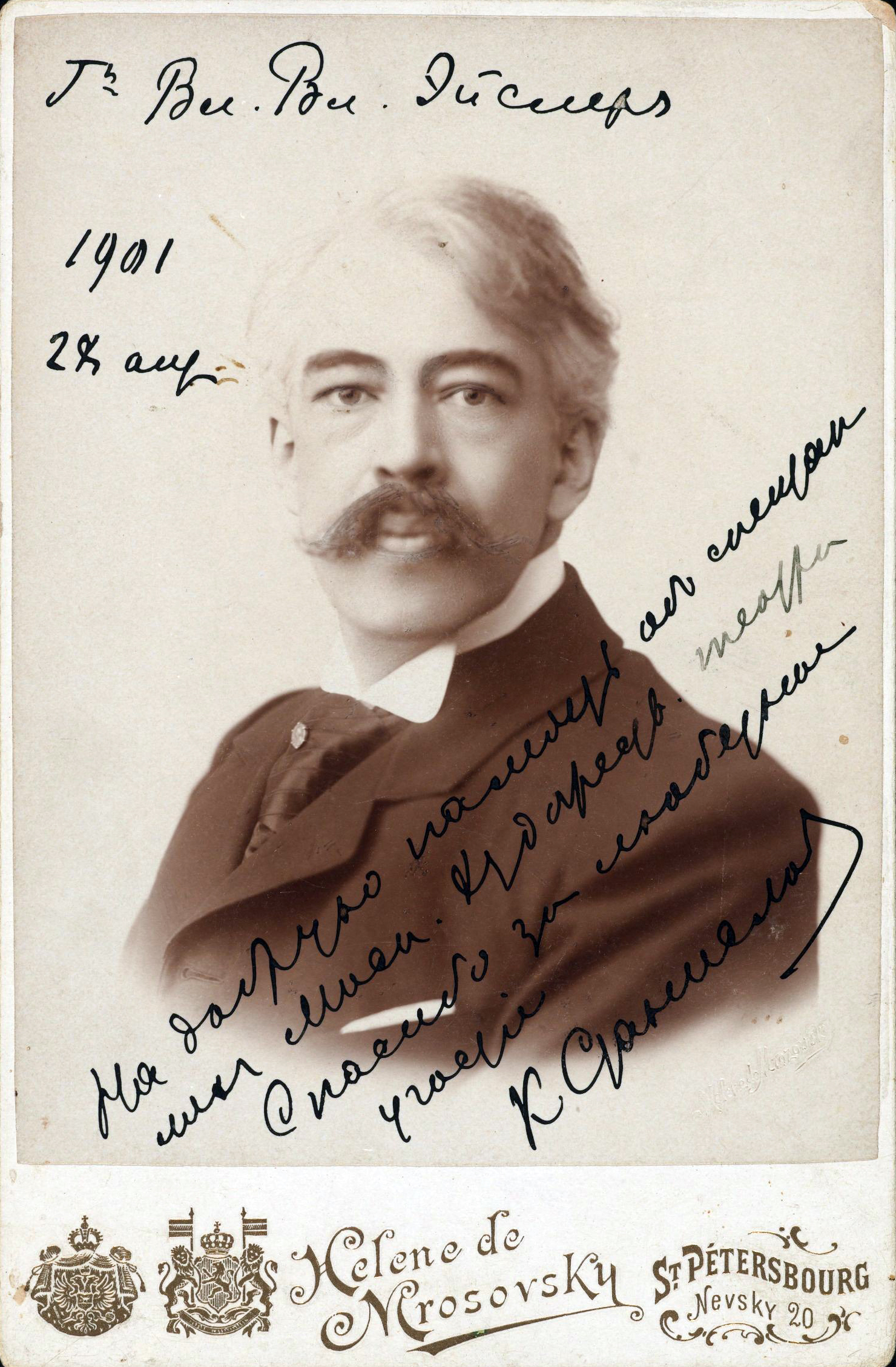
Портрет К. С. Станиславского.

Среди изображений Мрозовской были Николай Римский-Корсаков, Матильда Кшесинская, Вера Комиссаржевская, Анастасия Вяльцева и другие художники, писатели и актёры того времени. Её фотография Санкт-Петербургской консерватории, сделанная в начале 1896 года, относится к числу самых ранних изображений консерватории. В 1897 году она была названа официальным фотографом Императорского Музыкального общества. Она выиграла бронзовую медаль на Международной выставке в Стокгольме в 1897, и серебряную медаль на Всемирной выставке в 1900 году в Париже, в 1898 году участвовала в пятой фотовыставке ИРТО, также во всемирной выставке в Льеже в 1905 году, и в 1911 в первой выставке журнала «Фотографические новости» в Петербурге. В 1897 году Елене присваивают почётное звание «фотограф Санкт-Петербургской консерватории». В 1903 году Елену Мрозовскую  пригласили в Зимний дворец снимать высокородных персон, принимавших участие в самом грандиозном празднике, устроенном двором Николая II. Действительный член Императорского Технического общества.

## Коллекции и экспонаты

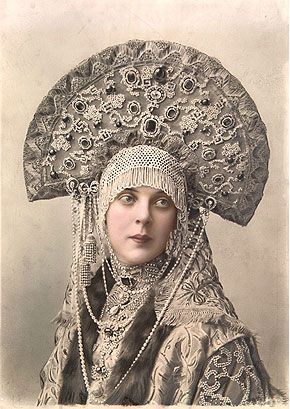
Княгиня Ольга Орлова на балу в 1903 году

Одна из её фотографий, тонированное изображение княгини Ольги Орловой в кокошнике на балу в 1903 году в Зимнем дворце, находится в коллекции Эрмитажа. Она была передана Эрмитажу из Сомерсет-Хаус в Лондоне в 2003 году в рамках передвижной выставки празднования трёхсотлетия Санкт-Петербурга. Другая её тонированная фотография, «Портрет девушки в костюме Малой России», находится в коллекции Московского дома фотографии и была представлена в Амстердаме в начале 2013 года в рамках выставки, организованной Министерством культуры России. Многие фотографии Мрозовской хранятся в коллекции Санкт-Петербургской консерватории и Музее музыкальной культуры имени М. И. Глинки в Москве. Несколько снимков находятся в коллекциях Российском государственном архиве литературы и искусства.

## Семья
19 августа 1881 года вышла замуж за студента Санкт-Петербургского Технологического института Бронислава (после 1904 — Владимира) Павловича Мрозовского, впоследствии инженера-технолога, затем — свободного художника. В начале 1900-х этот брак распался.